# فيليكس بوهم
فيليكس بوهم (بالألمانية: Felix Boehm ) (و. 1924 – م) هو فيزيائي، وأستاذ جامعي من الولايات المتحدة الأمريكية . ولد في بازل.

## جوائز
حصل على جوائز منها:
- جائزة طوم بونر في الفيزياء النووية [الإنجليزية]‏ (1995).